# Bad Neuenahr-Ahrweiler
Bad Neuenahr-Ahrweiler är en stad i Landkreis Ahrweiler i det tyska förbundslandet Rheinland-Pfalz. Bad Neuenahr-Ahrweiler, som skapades 1969 genom sammanslagning av Ahrweiler och Bad Neuenahr, har cirka 28 000 invånare.
Bad Neuenahr-Ahrweiler är centralort i Ahrtal som är ett vindistrikt specialiserat på rödvinsproduktion.